# بوب جريس
بوب جريس ، من مواليد 3 فيفري 1845 في إيفانسفيل ( إنديانا )، هو لاعب كرة قدم أمريكي سابق يلعب في مركز وسط سابق. لقد فاز مرتين في البويل الممتاز مع فريق ميامي دولفين .

## سيرة شخصية
في 15 اكتوبر 1972 ، اصيب بوب جريس بكسر في ذراعه بعد اصطدامه بواحد من خصومه في خط سان دييغو شارجرز ديكون جونز. على الرغم من غيابه ، أنهى فريق الدلافين الموسم العادي دون هزيمة. عاد جريزيي إلى الملعب خلال نهائيات المؤتمر ثم لعب وفاز بلعبة البوييل السابع الممتاز في 14 جانفي 1973 . وقع و غريز دولفينز على الثنائية بفوزهما بـ Super Bowl VIII في 13 janvier 1974 .
1. 1 2  College Basketball at Sports-Reference.com، QID:Q100311335
2. 1 2  databaseFootball.com (بالإنجليزية), QID:Q19508656